# Freiberg (Sachs)
Freiberg (Sachs) – stacja kolejowa w Freibergu, w kraju związkowym Saksonia, w Niemczech. Znajdują się tu 4 perony.